# Mohamed Shawky
Mohamed Shawky Ali Sallam (Sinh ngày 15 tháng 10 năm 1981 ở Port Said) là một cầu thủ người Ai Cập. Anh chơi ở vị trí Tiền vệ lùi cho CLB Arab Contractors. Anh chơi đầy đủ toàn bộ các trận đấu ở Cúp Confederations 2005.

## Sự nghiệp
Shawky bắt đầu sự nghiệp cùng CLB Al-Masry trước khi gia nhập Al-Ahly, nơi anh nổi lên với khả năng sút sa, khi một số bàn thắng cho CLB.
Anh gia nhập Middlesbrough vào ngày 31 tháng 8 năm 2007 theo bản hợp đồng có trị giá 650,000 bảng và ký hợp đồng 3 năm.
Anh có trận đấu đầu tiên cho Boro khi tiếp Tottenham Hotspur vào 26 tháng 9 năm 2007 ở vòng 3 Carling Cup 2007-2008.Shawky chơi ở hiệp một.Trận đấu kết thúc với chiến thắng 2-0 thuộc về Tottenham.
Anh đã có một mùa giải đầu tiên không tốt ở Riverside, và bị ảnh hưởng của chấn thương.Shawky chơi ở vị trí tiền vệ trung tâm của Boro trong trận mở màn mùa 2008-2009 tiếp Tottenham khi Boro đã thắng 2-1.
Trong cúp Confederations cup 2009, anh có ghi một bàn thắng vào lưới Brazil trong trận đầu tiên của Ai Cập.

## Danh hiệu
National Team
- Huy chương đồng Giải trẻ vô địch thế giới 2001|Giải trẻ vô địch thế giới 2001.
- Vô địch Giải vô địch châu Phi (Egypt 2006)
- Vô địch Giải vô địch châu Phi (Ghana 2008)

Cùng Al-Ahly
- Huy chương đồng FIFA Club World Cup 2006.
- Vô địch Cúp Champions League châu Phi.
- Vô địch Cúp Champions League châu Phi 2005.
- Vô địch Giải Ai Cập (2006-2007).
- Vô địch Giải Ai Cập (2005-2006).
- Vô địch Giải Ai Cập (2004-2005).
- Vô địch Siêu cúp châu Phi 2007.
- Vô địch Siêu cúp châu Phi 2006.
- Vô địch Egyptian soccer Cup 2007.
- Vô địch Egyptian Soccer Cup 2006.
- Vô địch Siêu cúp châu Phi 2007.
- Vô địch Siêu cúp châu Phi 2006.
- Vô địch Siêu cúp châu Phi 2005.